# Национален парк Залив Джозани Чвака
Национален парк Залив Джозани Чвака е национален парк на остров Занзибар, Танзания, с площ 50 квадратни километра. Това е единствения национален парк на Занзибар.

## Екология
Според IUCN, парка защитава „най-голямата останала почти-природна гора в Занзибар“.  Гората лежи върху риф от варовиков терасовиден бряг.  Фонда на парка включва различни гори, тревни площи, солени блата и мангрови гори, като видовете, разпространени в парка някога са били разпространени по цялата територия на острова.
Някои от застрашените животни, които паркът приютява са:
- Procolobus kirkii (Занзибарски червен колобус), ендемичен вид маймуна, която живее само в Занзибар.[4]
- Cephalophus adersi
- Genetta servalina archeri

## Екотуризъм
CARE International спонсорира проект за дивата природа и заобикалящите я селища от 1995 до 2003. 
Приходите от таксите за вход в парка са използвани за да се построят училища и клиники в местните села. 